# Filialkirche Thomasroith

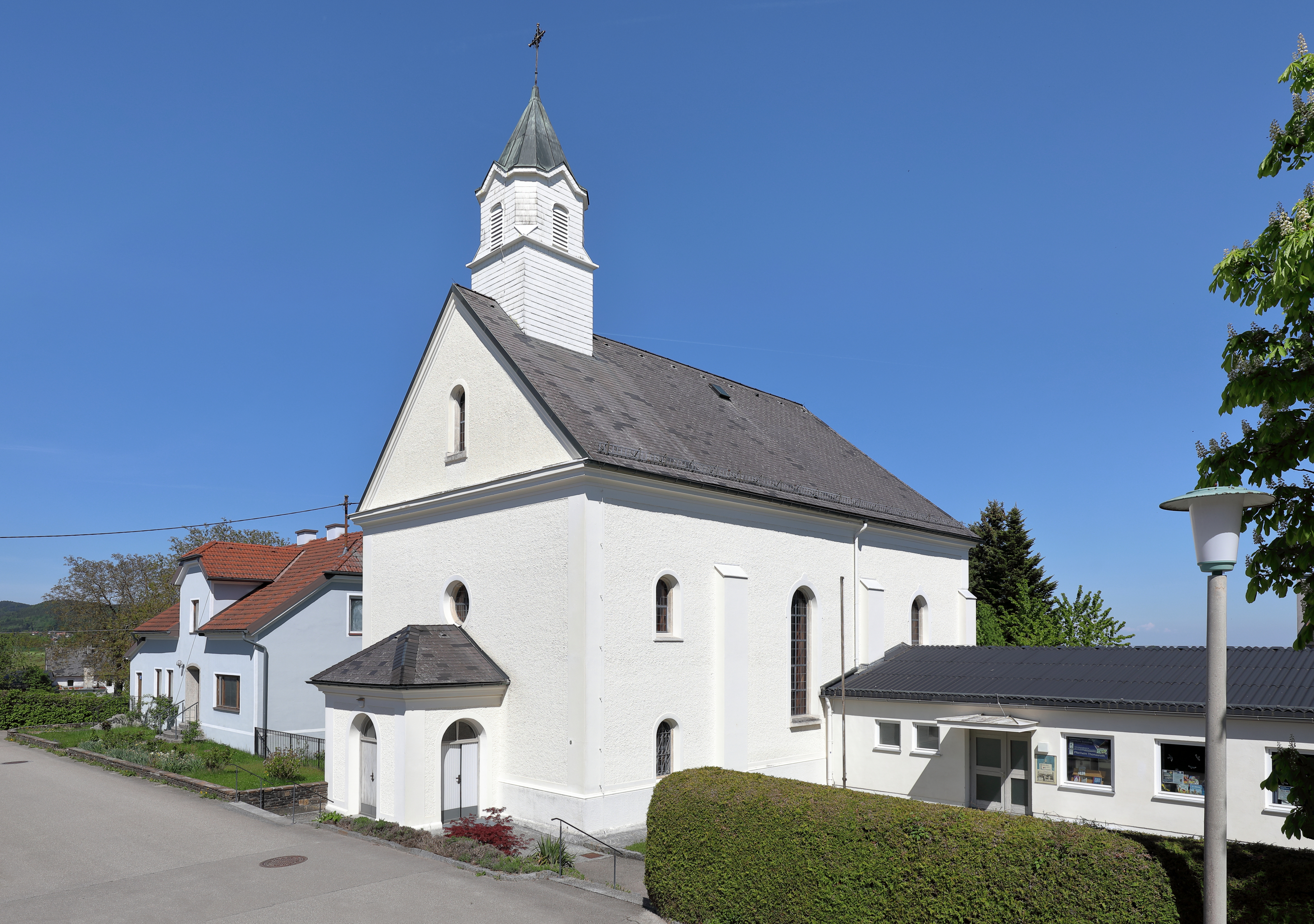
Filialkirche Thomasroith

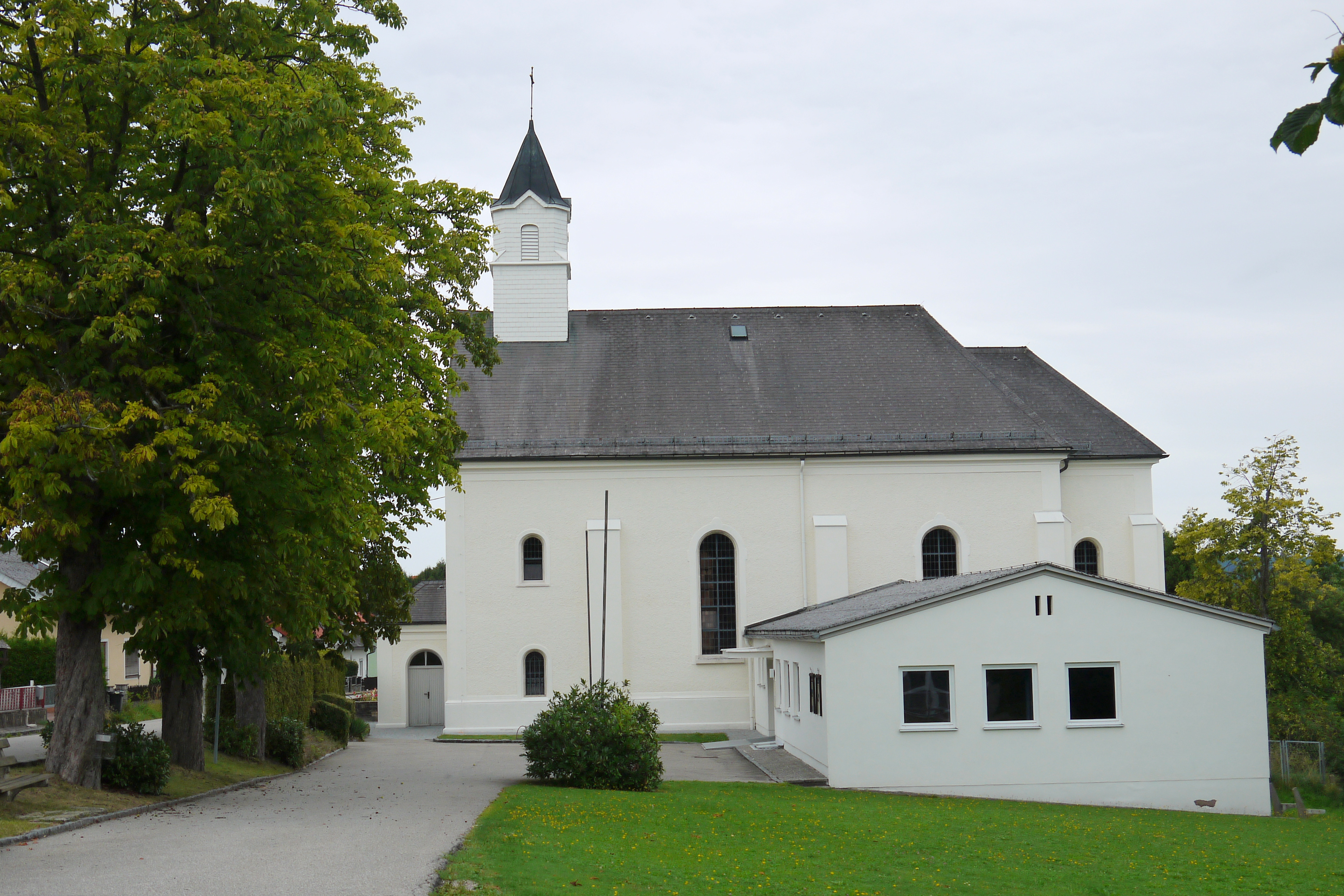
Südansicht der Filialkirche

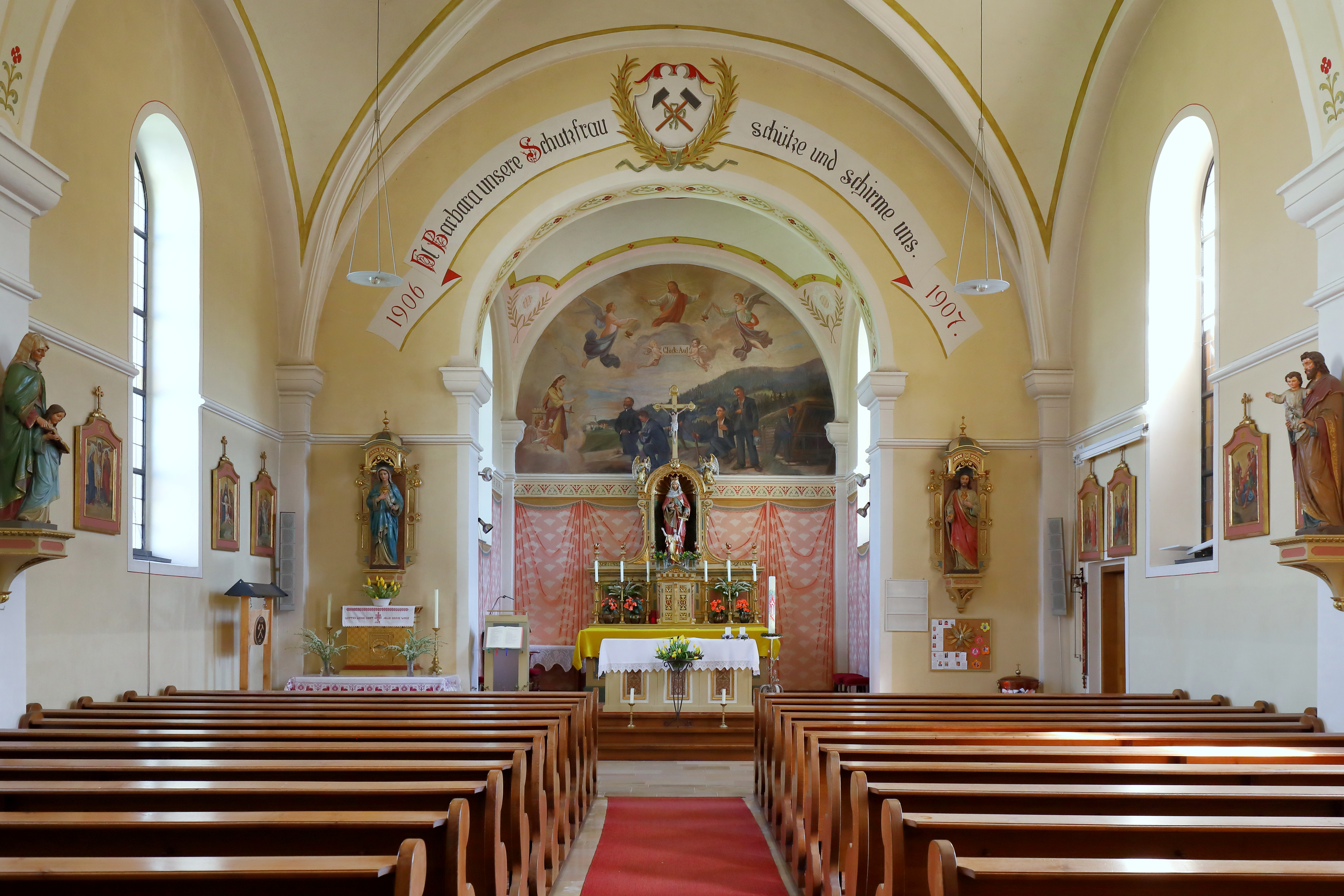
Innenansicht

Die römisch-katholische Filialkirche Thomasroith steht im Ortsteil Thomasroith der Gemeinde Ottnang am Hausruck im Bezirk Vöcklabruck in Oberösterreich. Sie ist der heiligen Barbara gewidmet und gehört zur Pfarre Ottnang am Hausruck im Dekanat Schwanenstadt in der Diözese Linz. Das Bauwerk steht unter Denkmalschutz (Listeneintrag).

## Geschichte
Im Jahr 1903 wurde seitens der Thomasroither Bevölkerung der Wunsch nach dem Bau einer Schulkapelle laut. Nachdem die Leitung der Wolfsegg-Traunthaler Kohlenwerks AG die Durchführung abgelehnt hatte, wurde der Ottnanger Pfarrer vom bischöflichen Ordinariat beauftragt, einen Kirchenbau zu organisieren, was dieser jedoch nicht tat. 1905 wandte sich schließlich der Stationsleiter von Thomasroith, Josef Schmid, in dieser Angelegenheit mit Erfolg an den Bischof. Von 1906 bis 1907 wurde die Kirche unter wesentlicher Finanzierung der Wolfsegg-Traunthaler-Kohlenwerks AG erbaut und am 24. Juni 1907 von Bischof Franz Maria Doppelbauer geweiht.

## Architektur und Ausstattung
Der neubarocke Kirchenbau besitzt eine neugotische Ausstattung. 1921 schuf der Linzer Maler Andreas Strickner das Altarbild „Bittgang der Bergleute zur hl. Barbara“, für das dem Künstler Thomasroither Bergkappen Modell standen.